# Diego Sarti
Diego Sarti (Bologna, 1859 – Bologna, 1914) è stato uno scultore italiano.

## Biografia

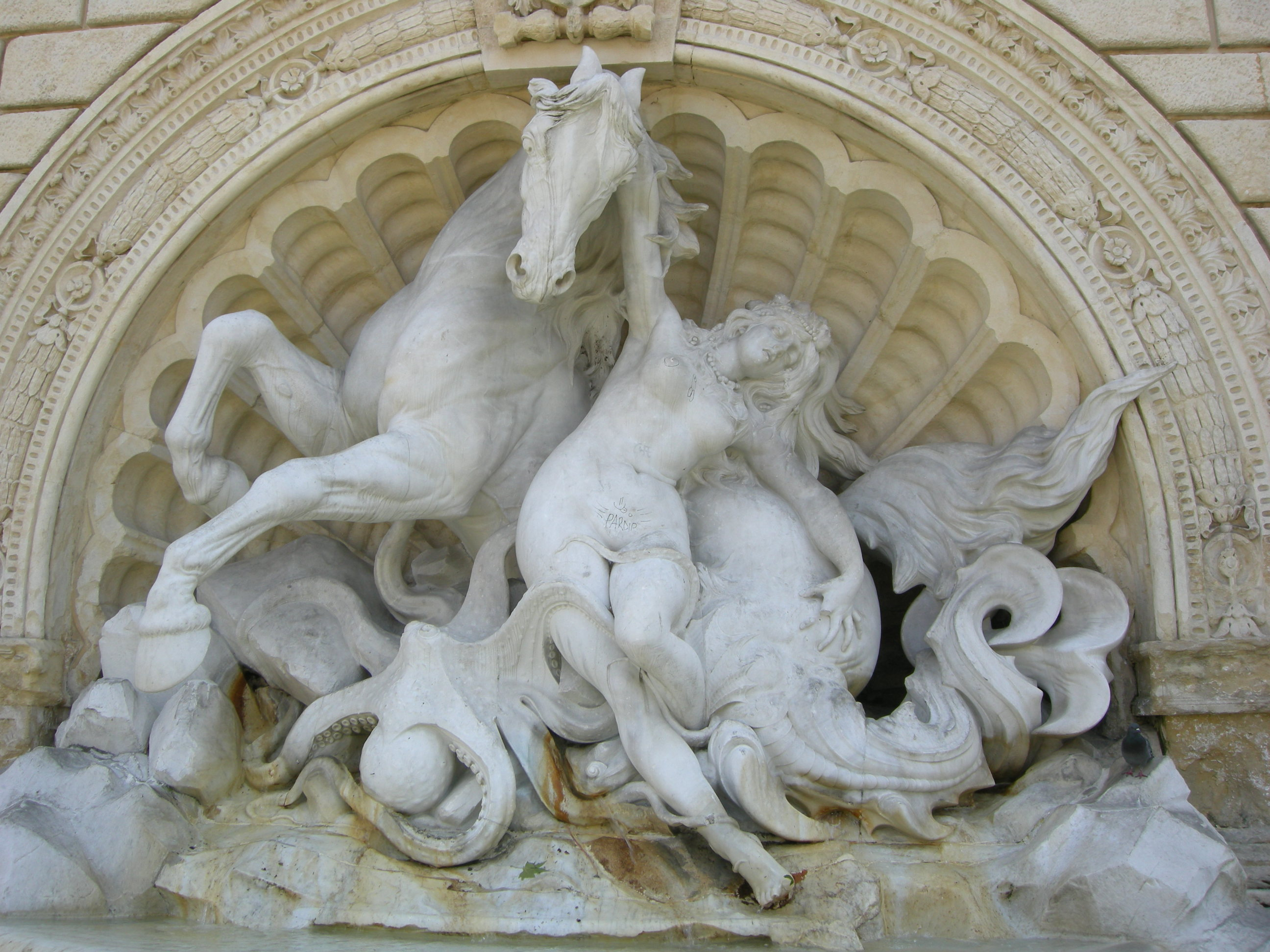
La fontana del Pincio, opera di Diego Sarti e Pietro Veronesi.

Diego Sarti si formò all'Accademia di Belle Arti di Bologna tra il 1871 e il 1876, avendo per maestri Salvino Salvini e Augusto Rivalta. Dopo gli studi aprì il suo studio a Bologna, in via Barberia n. 22, per poi trasferirsi in via Farini n. 2.

## Esposizioni
All'Esposizione nazionale di Milano del 1881 fu presente con due gruppi scultorei in gesso, La Tigre ed Il Bacio africano e il Gladiatore, quest'ultimo acquistato dallo Stato per essere collocato a palazzo Montpensier, a Bologna.
Per la Grande esposizione emiliana del 1888, in occasione dell mostra celebrativa dell'Università (1888), eseguì la fontana in cemento ai Giardini Margherita e le sculture ricollocate e ancora presenti nel parco della Montagnola (1896), su commissione del Comune.
La sua Venere per l'Esposizione di Barcellona del 1891 venne acquistata dal locale Museo d'arte moderna.

## Opere
Autore di monumenti funerari, busti ed opere di genere.
Nel 1881, per il Pantheon romano, eseguì il gruppo che regge la targa sulla tomba di Umberto I di Savoia.
Scolpì con Pietro Veronesi la fontana del Pincio di Bologna, detta la fontana della Ninfa, in cui è rappresentata una Ninfa che tenta invano di divincolarsi dai tentacoli di una piovra gigantesca aggrappandosi a un cavallo. La scultura è chiamata volgarmente la "moglie del gigante", forse in riferimento al sonetto del Carducci che immagina un dialogo tra la Ninfa e il Nettuno.
Tra i suoi monumenti funebri presenti nella Certosa di Bologna ricordiamo il monumento Montanari, la tomba Osti, il monumento Hercolani, i monumenti Cloetta, Bonora e Medini.

## Esposizioni
- 1881: Milano (Un bacio africano, gruppo di animali in gesso, I favoriti dei romani)
- 1884: rassegne della Promotrice di Belle Arti, Torino (Schiavitù, gruppo colossale in gesso e Affinis gorilla homini)
- 1888: Bologna (busto Marco Minghetti)
- 1897: II Biennale di Venezia.[1]

## Galleria d'immagini

Monumenti e sculture di Diego Sarti
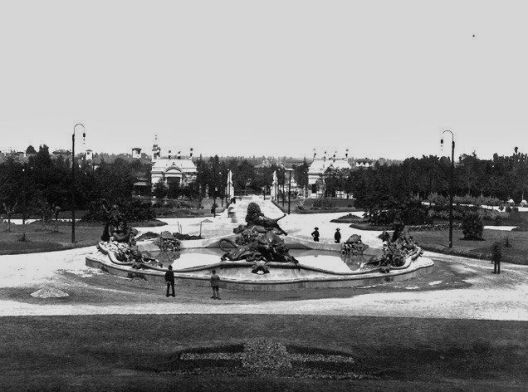
La fontana di Diego Sarti ai Giardini Margherita durante la Grande esposizione emiliana del 1888
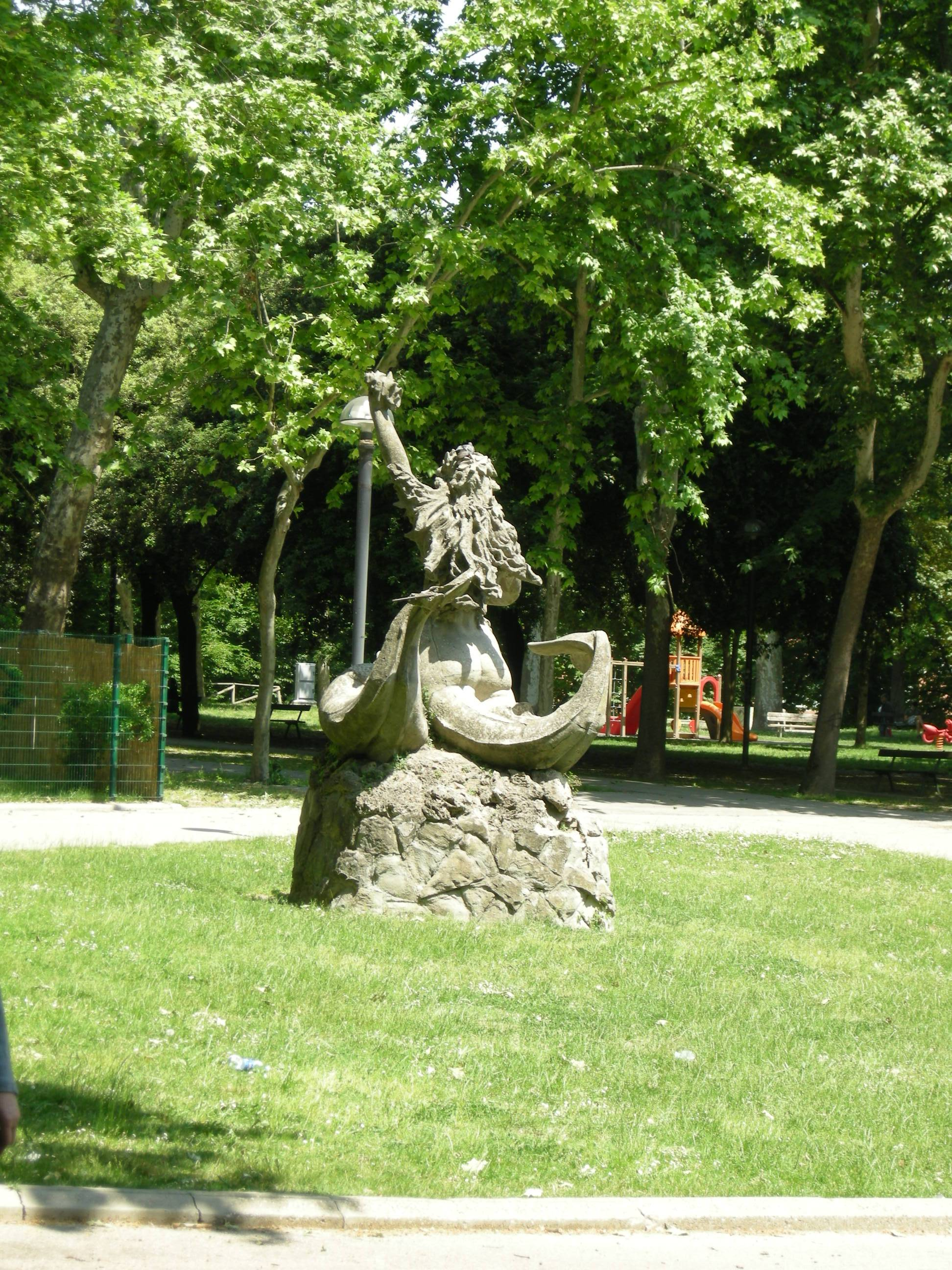
Fontana, Parco della Montagnola
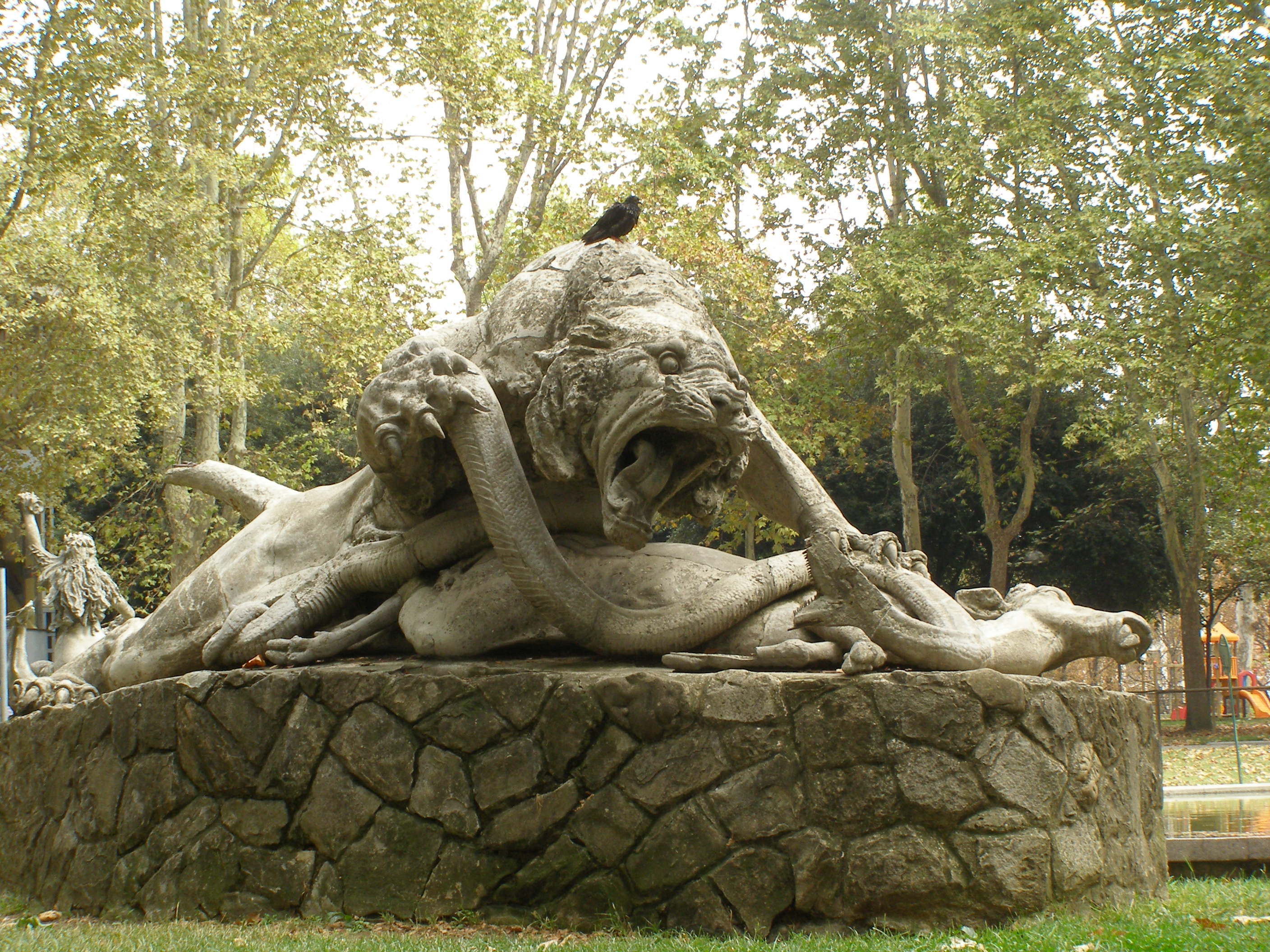
Laghetto Montagnola.JPG
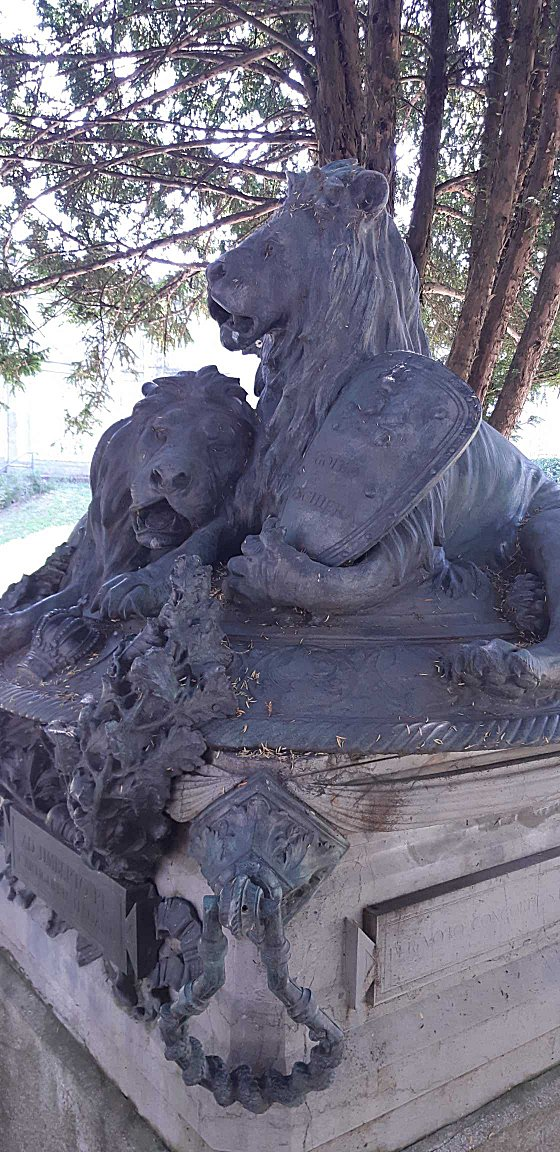
gruppo leoni bronzei - Cappella Espiatoria, Monza
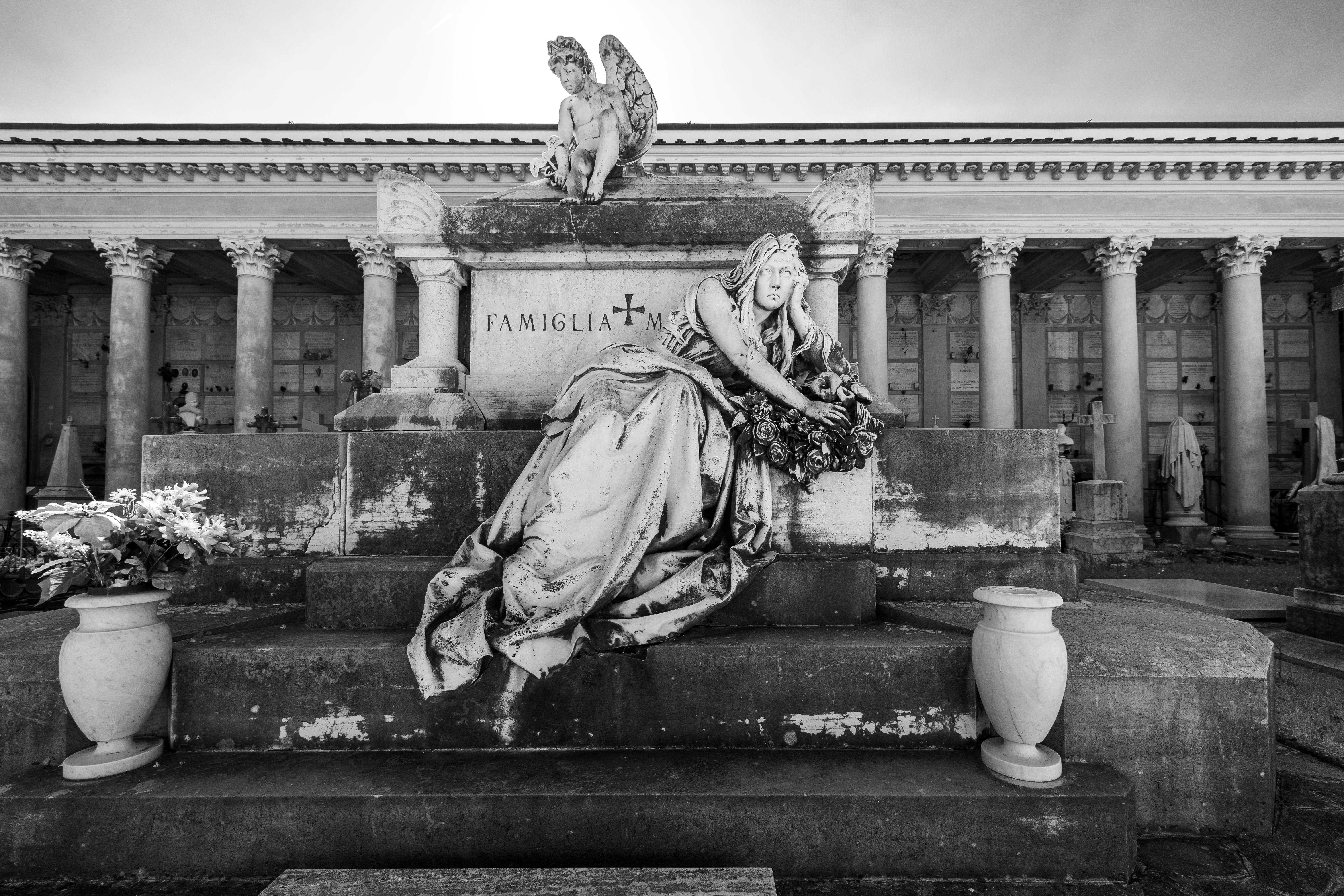
Monumento funebre della famiglia Montanari, Certosa di Bologna
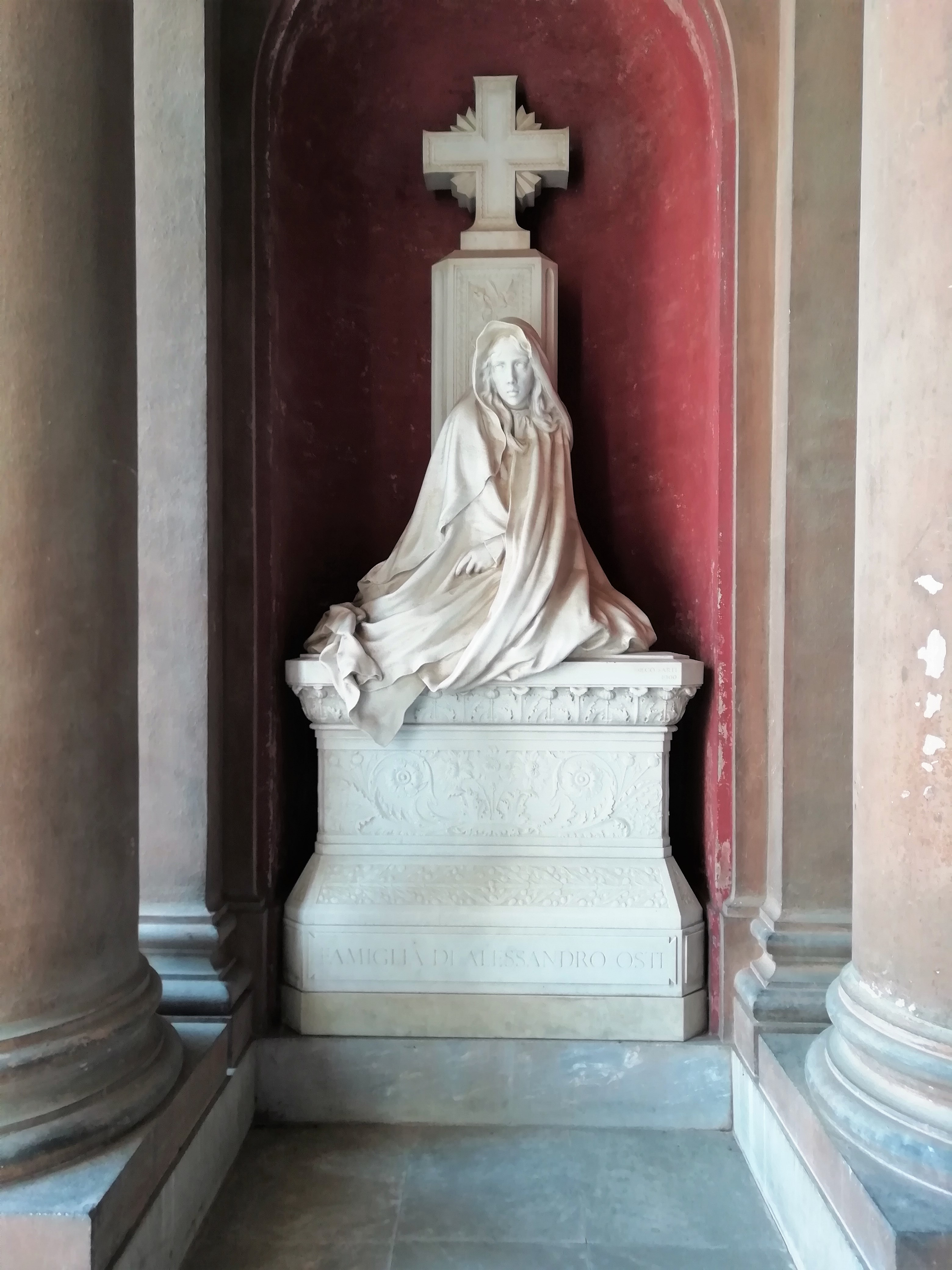
Monumento Osti, Certosa di Bologna